# Колошин, Анатолий Александрович
Анато́лий Алекса́ндрович Коло́шин (26 января (8 февраля) 1917 — 25 февраля 2004) — советский оператор, режиссёр и сценарист документального кино. Народный артист РСФСР (1981), лауреат двух Государственных премий СССР (1970, 1976). 

## Биография
Родился 8 февраля 1917 года в Петрограде. В период с 1935 по 1936 работал осветителем на кинофабрике «Межрабпомфильм», затем ассистентом оператора, оператором комбинированных съёмок на киностудии «Союздетфильм». Поступил на операторский факультет ВГИКа в 1936 году, который окончил в 1941 году (мастерская Л. Косматова и А. Головни).
С октября 1942 по декабрь 1943 года проходил обучение в военно-пехотном училище им. Ленина в Ташкенте. В 1944—1945 года был фронтовым кинооператором 4-го Украинского фронта, снимал как с воздуха, так и на земле.
С 1946 года вновь на киностудии «Союздетфильм» в подразделении комбинированных съёмок. В период с марта 1947 по апрель 1948 года работал на Киевской студии художественных фильмов оператором. В 1948 вернулся в Москву на Киностудии имени М. Горького в качестве оператора комбинированных съёмок.
С апреля 1950 года перешёл работать на Центральную студию документальных фильмов (ЦСДФ). Был корреспондентом кинохроники в Австрии, Румынии. C 1956 года — режиссёр и оператор ЦСДФ. Был художественным руководителем Производственно-творческого объединения № 2 студии в 1969—1975 годах.
С 1968 года преподавал во ВГИКе.
Член ВКП(б) с 1948 года, член Союза кинематографистов СССР (Москва) с 1957 года
Скончался 25 февраля 2004 года в Москве.
Семья:
был женат;
сын — Андрей Анатольевич Колошин, работал на корпунктах в Индии, Японии. Проживает в Японии.

## Фильмография

### Операторские работы
- 1942 — Принц и нищий (оператор комбинированных съёмок)
- 1947 — Третий удар (2-й оператор)
- 1948 — Днепр (оператор комбинированных съёмок)
- 1948 — Молодая гвардия (оператор комбинированных съёмок совм. с М. Кирилловым)
- 1952 — Воздушный парад
- 1952 — День воздушного флота СССР (совм. с группой операторов)
- 1952 — За счастье детей (совм. с П. Касаткиным)
- 1953 — Воля народов
- 1953 — Голос народов мира
- 1953 — Под знаменем единства (совм. с А. Котляренко)
- 1954 — Тени над Родиной
- 1955 — Встреча в Женеве глав четырёх стран
- 1956 — День в Женеве
- 1957 — На улицах Вены
- 1958 — Богатая осень (совм. с группой операторов)
- 1958 — Визит А. И. Микояна в ФРГ
- 1958 — Волшебное зеркало (совм. с группой операторов)[4]
- 1958 — Современная Эфиопия (совместно с Г. Земцовым)[5]
- 1959 — В гостях у немецких друзей (совм. с М. Ошурковым)
- 1959 — Весенний ветер над Веной (совм. с группой операторов)
- 1960 — Австрия встречает посланца мира (совм. с М. Ошурковым)
- 1960 — В Аддис-Абебе (совместно с Г. Земцовым)
- 1960 — Добрые соседи
- 1960 — Наш друг Индонезия (совм. с группой операторов)
- 1960 — Час неожиданных путешествий
- 1961 — За рампой Америка
- 1961 — СССР с открытым сердцем (совм. с группой операторов)
- 1962 — Солнце, дождь и улыбки (совм. с группой операторов)
- 1963 — Мы на Волге живем
- 1963 — Скопле, город трагедии и братства (совм. с группой операторов)[6]
- 1965 — Вальс свободы[7]
- 1965 — Волга
- 1965 — Парад Победы (совм. с С. Киселёвым)[8]
- 1965 — Солнце, дождь и улыбки
- 1965 — Художник
- 1966 — Лондонский концерт
- 1966 — Парижане
- 1967 — Мастерская на Tемзе
- 1968 — Карл Маркс
- 1968 — Пастор из ФРГ
- 1969 — Партийно-государственная делегация Чехословакии в СССР (совм. с О. Арцеуловым)
- 1970 — Австрия — вчера, сегодня[9]
- 1970 — Лондон, конец недели
- 1972 — Валютный кризис (совм. с Е. Аккуратовым, В. Цитроном)
- 1976 — На переднем крае мира (совм. с А. Кочетковым, Владиславом Микошей)
- 1978 — Четыре дня в мае (совм. с А. Истоминым, А. Кочетковым, В. Микошей)
- 1979 — ФРГ — урок немецкого (совм. с В. Микошей)

### Режиссёрские работы
- 1954 — Тени над Родиной
- 1956 — День в Женеве
- 1957 — На улицах Вены
- 1958 — Визит А. И. Микояна в ФРГ
- 1958 — Современная Эфиопия
- 1960 — Австрия встречает посланца мира
- 1960 — В Аддис-Абебе
- 1960 — Добрые соседи
- 1961 — За рампой — Америка[10]
- 1962 — Мексика, которую мы любим[11]
- 1963 — Мы на Волге живем
- 1963 — Скопле, город трагедии и братства
- 1965 — Вальс свободы
- 1965 — Волга
- 1965 — Парад Победы
- 1965 — Художник
- 1966 — Лондонский концерт
- 1966 — Парижане
- 1967 — Мастерская на Tемзе
- 1967 — Москва, Москва![12]
- 1968 — Карл Маркс
- 1968 — Пастор из ФРГ
- 1969 — Партийно-государственная делегация Чехословакии в СССР
- 1969 — Чехословакия, год испытаний[13]
- 1970 — Австрия — вчера, сегодня
- 1970 — Лондон, конец недели
- 1972 — Валютный кризис
- 1973 — Золотой юбилей Союза ССР[14]
- 1974 — Трудные дороги мира
- 1976 — На переднем крае мира
- 1978 — ФРГ: урок немецкого
- 1978 — Четыре дня в мае
- 1979 — ФРГ — урок немецкого
- 1981 — Береги этот вечный свет
- 1982 — Когда в соседях есть доверие
- 1984 — Бьётся сердце

### Сценарии
- 1958 — Современная Эфиопия
- 1961 — За рампой Америка (совм. с О. Горчаковым)
- 1962 — Мексика, которую мы любим
- 1967 — Москва, Москва!
- 1969 — Чехословакия, год испытаний (совм. с И. Медведевым)
- 1970 — Австрия — вчера, сегодня (совм. с В. Баем)
- 1974 — Трудные дороги мира (совм. с В. Лавровым)
- 1979 — ФРГ — урок немецкого (совм. с В. Ломейко)
- 1981 — Береги этот вечный свет (совм. с А. Ковалёвым)

## Награды и звания
- 1945 — медаль «За победу над Германией в Великой Отечественной войне 1941—1945 гг.»
- 1948 — медаль «За трудовую доблесть»
- 1953 — Орден Звезды Народной Республики Румыния
- 1967 — заслуженный деятель искусств РСФСР[15]
- 1970 — приз 4-го Всесоюзного кинофестиваля (Минск) — за фильм «Чехословакия, год испытаний» (1969)
- 1970 — Государственная премия СССР — за документальный фильм «Чехословакия, год испытаний» (1969)
- 1976 — Государственная премия СССР — за документальный фильм «На переднем крае мира» (1974)
- 1976 — приз Международного кинофестиваля короткометражного кино в Оберхаузене — за фильм «Равновесие страха»
- 1977 — орден Трудового Красного Знамени[16]
- 1981 — народный артист РСФСР
- 1985 — орден Отечественной войны I степени[2]